# 지상욱
지상욱(池尙昱, 1965년 5월 16일~)은 대한민국의 정치인으로, 제20대 국회의원을 지냈다.
한성실업 회장 지성한의 아들로 태어났다. 연세대학교를 졸업한 후 미국 스탠퍼드 대학교와 일본 도쿄 대학에서 토목공학과 건축학을 전공했고, 대한민국으로 돌아와서는 국책연구기관에서 건설기술정책 책임자로 일했다. 그러던 중 이회창 전 한나라당 총재의 요청을 받아 미국 후버연구소에서 함께 연구생활을 하며 보좌하면서 정계에 입문했다. 자유선진당 이회창 총재 공보특보를 지내고, 2008년 3월 자유선진당 대변인이 되었으며, 2010년 대한민국 제5회 지방선거에 서울특별시장 후보로 출마하였으나 낙선하였다.
2012년 새누리당에 입당하였고, 2012년 대통령선거에서는 서울시당 선거대책위원회 부위원장을 맡아 박근혜 대통령을 만드는 데 앞장섰다.
2015년 서울특별시 중구에서 새누리당 당원협의회 조직위원장으로 선정되었다.
2016년 김행 전 청와대 대변인을 경선에서 이기고 20대 총선 서울 중구·성동구 을에 새누리당 후보로 공천이 확정되었고 4월 13일에 치른 총선에서 당선되었다.

## 학력
- 은석국민학교 졸업
- 동국대학교사범대학부속중학교 졸업
- 영동고등학교 졸업
- 연세대학교 토목공학 학사
- 스탠퍼드 대학교 대학원 토목공학 석사
- 도쿄 대학 대학원 건축공학 박사

## 경력
- 1999. 12.~2003. 3. 한국건설기술연구원 기술정책연구그룹장
- 2004. 4.~2009. 2. 연세대학교 국제대학원 연구교수
- 연세대학교 토목공학과 겸임교수
- 미국후버연구소 객원연구위원
- 2008~2009: 자유선진당 총재 공보특보
- 2009~2010: 자유선진당 대변인
- 2012. 11.~2012. 12. 제18대 대통령 선거 새누리당 박근혜 대통령 후보 서울특별시당 선거대책위원회 부위원장
- 2013. 9~2015. 8. 연세대학교 공학대학원 공항경영 겸임교수
- 2014. 3. 대한토목학회 한반도건설비전위원회 위원장
- 2014. 5.~2014. 6. 새누리당 서울특별시 선거대책위원회 정책위원회 부위원장
- 2015. 1.~2016. 2. 새누리당 서울특별시당 중구 당원협의회 운영위원장
- 2016. 5.~2017. 2. 제20대 국회의원(서울 중구성동구을, 새누리당)
- 2016. 5.~2017. 2. 새누리당 서울특별시당 중구·성동구 을 당원협의회 위원장
- 2016. 6.~2016. 8. 새누리당 대변인
- 2016. 6.~2018. 5. 제20대 국회 전반기 정무위원회 위원
- 2016. 9. 새누리당 원내부대표
- 2017. 2.~2017. 3. 제20대 국회의원(서울 중구성동구을, 자유한국당)
- 2017. 2.~2017. 3. 자유한국당 서울특별시당 중구·성동구 을 당원협의회 위원장
- 2017. 3.~2018. 2. 제20대 국회의원(서울 중구성동구을, 바른정당)
- 2017. 12.~2018. 2. 바른정당 정책위원회 의장
- 2018. 1.~2018. 5. 제20대 국회 헌법개정 및 정치개혁특별위원회 위원
- 2018. 2.~2020. 2. 제20대 국회의원(서울 중구성동구을, 바른미래당)
- 2018. 2.~2018. 6. 바른미래당 정책위원회 의장
- 2018. 7.~2020. 5. 제20대 국회 후반기 정무위원회 위원
- 2018. 7.~2019. 5. 제20대 국회 후반기 예산결산특별위원회 위원
- 2018. 10.~2019. 6. 제20대 국회 남북경제협력특별위원회 간사
- 2019. 5.~2020. 1. 바른미래당 원내부대표
- 2019. 7.~2020. 5. 제20대 국회 후반기 예산결산특별위원회 간사
- 2019. 7.~2019. 8. 제20대 국회 후반기 정치개혁특별위원회 위원
- 2020. 1.~2020. 2. 새로운보수당 공동대표
- 2020. 1.~2020. 2. 새로운보수당 수석대변인
- 2020. 2.~2020. 5. 제20대 국회의원(서울 중구성동구을, 미래통합당)
- 2020. 6.~2020. 9. 미래통합당 서울특별시당 중구·성동구 을 당원협의회 위원장
- 2020. 6.~2022. 9. 여의도연구원 원장
- 2020. 8.~2020. 9. 미래통합당 코로나19 대책특별위원회 위원
- 2020. 9.~2024. 1. 국민의힘 서울특별시당 중구·성동구 을 당원협의회 위원장
- 2020. 9. 국민의힘 코로나19 대책특별위원회 위원
- 2020. 12.~2021. 3. 국민의힘 4.7 재보궐선거 공약개발단 기획조정단 부단장
- 선진통일건국연합 고문
- 2021. 7.~2021. 8. 국민의힘 대선경선준비위원회 위원
- 2021. 7.~2021. 8. 국민의힘 대선경선준비위원회 기획위원회 소위원장
- 2021. 8.~2021. 11. 국민의힘 제20대 대통령선거 후보 선거관리위원회 위원
- 2021. 8.~2021. 11. 국민의힘 제20대 대통령선거 후보 선거관리위원회 토론기획소위원장
- 2021. 9.~2022. 2. 국민의힘 제20대 대통령선거 공약개발단 '시민소리 혁신정책회의' 공동부의장
- 2022. 1.~2022. 2. 국민의힘 3·9 재보궐선거 공천관리위원회 위원
- 2023. 9. 국민의힘 서울특별시당 수석부위원장

## 전과
- 도로교통법위반: 벌금 100만원 - 1991년 5월 23일 선고[3]

## 수상
- 2003년 과학의 날 국무총리상

## 가족
- 아버지는 한성실업·한성화학 회장 지성한이다.
- 배우자는 전직 배우 심은하이며, 슬하에 딸 둘(지수빈, 지하윤)이 있다.

## 저서
- 《굿 소사이어티》. 예지. 2011. 10. 8. ISBN 9788989797777

번역
- 《건설 매니지먼트 원론》

## 역대 선거 결과
|  | 2.04% |

|  | 38.03% |

|  | 47.27% |

## 소속 정당
| 소속 정당 | 소속 정당    | 소속 기간 | 비고      |
| --------- | ------------ | --------- | --------- |
|           | 자유선진당   | 2008~2012 | 정계 입문 |
|           | 무소속       | 2012      | 탈당      |
|           | 새누리당     | 2012~2017 | 입당      |
|           | 자유한국당   | 2017      | 당명 변경 |
|           | 무소속       | 2017      | 탈당      |
|           | 바른정당     | 2017~2018 | 입당      |
|           | 바른미래당   | 2018~2020 | 합당      |
|           | 무소속       | 2020      | 탈당      |
|           | 새로운보수당 | 2020      | 창당      |
|           | 미래통합당   | 2020      | 합당      |
|           | 국민의힘     | 2020~현재 | 당명 변경 |

## 같이 보기
- 중구·성동구 을
- 서울 중구의 국회의원
- 서울 성동구의 국회의원